# Condado de Sandusky
O Condado de Sandusky é um dos 88 condados do estado americano de Ohio. A sede do condado é Fremont, e sua maior cidade é Fremont. O condado possui uma área de 1 082 km² (dos quais 58 km² estão cobertos por água), uma população de 61 792 habitantes, e uma densidade populacional de 58 hab/km² (segundo o censo nacional de 2000). O condado foi fundado em 1820.